# Phosphamidon
Phosphamidon ist eine Mischung von zwei (cis-,trans-isomeren) organisch-chemischen Verbindungen mit der Summenformel C10H19ClNO5P, das 1960 erstmals beschrieben wurde.
Dieses Gemisch gehört zu den Gruppen der Phosphorsäureester und Organophosphat-Insektizide.

## Darstellung
Die Synthese geht von N,N-Diethylacetamid (1) aus. Durch Selbstkondensation mittels Phosphoroxychlorid wird es zu Diethylacetoacetamid (2) acetyliert. Mit Sulfurylchlorid wird die Methylengruppe chloriert. Das Zwischenprodukt N,N-Diethyldichloracetoacetamid (3) ergibt in der Reaktion mit Trimethylphosphit unter Abspaltung von Chlormethan als Endprodukt eine Mischung aus 4a und 4b.

## Cis-trans-Isomerie
Phosphamidon unterliegt an der Oxobutendoppelbindung der cis-trans-Isomerie. Als Insektizid (Handelsprodukt) wird ein Isomerengemisch aus etwa 70 % (Z)-(cis)-Isomer und 30 % (E)-(trans)-Isomer eingesetzt.

## Eigenschaften und Verwendung
Unter Normalbedingungen ist Phosphamidon eine klare, hellgelbliche, geruchlose Flüssigkeit. Es mischt sich mit vielen polaren organischen Lösungsmitteln und in jedem Verhältnis mit Wasser. Phosphamidon kann als Handelsprodukt brennbare Lösungsmittel enthalten, deren Einfluss die chemischen, physikalischen und auch toxikologischen Eigenschaften völlig verändern kann. Beim Erhitzen oder Verbrennen zersetzt sich der Stoff unter Bildung von Chlorwasserstoffen, Phosphoroxiden und Stickoxiden. Mit Basen reagiert Phosphamidon unter Hydrolyse. Metalle wie Aluminium, Eisen und Zinn werden angegriffen, gegen Säuren und in neutraler Lösung ist es stabil.
Phosphamidon wurde erstmals 1960 beschrieben und als systemisch wirkendes Insektizid eingeführt. Die Großproduktion als Insektizid wurde 1990 eingestellt, für wissenschaftliche Zwecke ist es weiterhin erhältlich.

## Zulassung
Für die Staaten der Europäischen Union ist Phosphamidon nicht als Wirkstoff in Pflanzenschutzmitteln zugelassen. Auch in der Schweiz ist Phosphamidon wie in Österreich und Deutschland kein Wirkstoff in zugelassenen Pflanzenschutzmitteln.

## Toxizität
Als Phosphorsäureester ist Phosphamidon sehr toxisch für Mensch und Tier und damit hoch umweltgefährdend, besonders für die Wasserfauna. Von der WHO ist es in der Gefahrenklasse Ia („extrem gefährlich“ oder „extremly hazardous“) gelistet. Phosphamidon wirkt als Cholinesterasehemmer (Acetylcholinesterase (AChE) und Butyrylcholinesterase (BuChE)). Es wirkt toxisch bei Kontakt mit der Haut (Kontakt- und Nervengift), bei Inhalation und oraler Aufnahme. Durch Speicherung in Fett und Gehirn kann eine Langzeitwirkung hervorgerufen werden, abhängig von Dosis, Gentyp und Zusatzgiften. Die LD50 p.o. (per os, oral) liegt für Mäuse bei 13 mg/kg, für Ratten bei 20 mg/kg.